# 魏泽
魏泽（Weise, Weiser）可以指：

## 人物
Weise
- 奥托卡尔·魏泽（德語：Ottokar Weise，？－？），德国前男子帆船运动员。
- 汉斯-约阿希姆·魏泽（德語：Hans-Joachim Weise，1912年11月15日－1991年2月24日），德國男水手。
- 埃伯哈德·魏泽（德語：Eberhard Weise，1953年8月3日－），德国前男子雪车运动员。
- 沃尔夫冈·魏泽（德語：Wolfgang Weise，1949年6月12日－），前德國排球運動員。
- 康拉德·魏泽（德語：Konrad Weise，1951年8月17日－），德国男子足球运动员。

Weiser
- 米切尔·魏泽（德語：Mitchell-Elijah Weiser，1994年4月21日－），前瑞典男子足球運動員和守門員。

|  | 本页或本分段罗列了姓氏为「魏泽」的人物。 如果是一个指代特定个人的内链将您引导到本页，請考慮修正該人物的名字以將链接指向正確的條目。 |